# ルステナウ

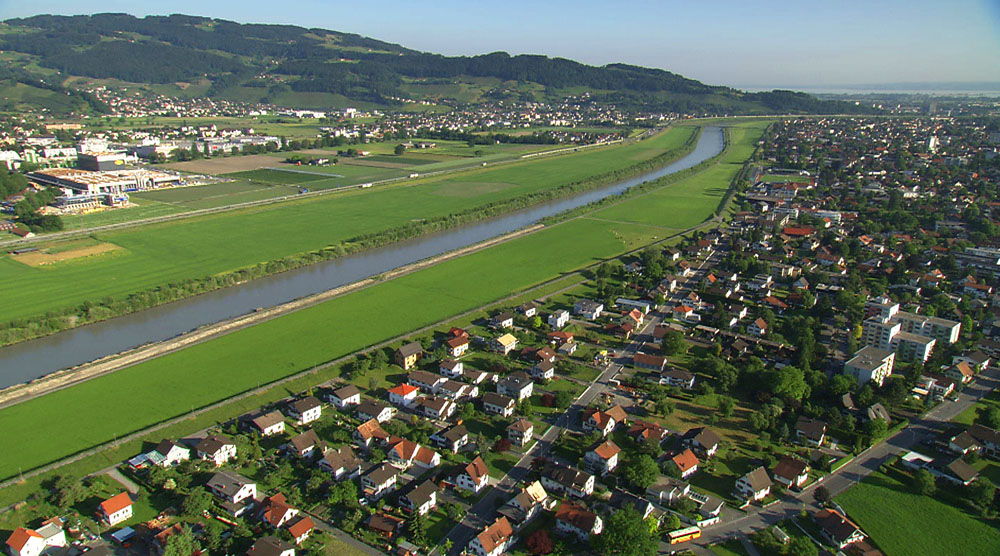

ルステナウ
Lustenau

測地系: 北緯47度25分47秒 東経9度39分35秒 / 北緯47.42972度 東経9.65972度座標: 北緯47度25分47秒 東経9度39分35秒 / 北緯47.42972度 東経9.65972度

ルステナウ（独: Lustenau, 阿:Luschnou(ルシュノウ/ルシュヌー)）は、オーストリアのフォアアールベルク州のドルンビルン郡に属する小都市である。

## 地理
ルステナウは、スイスのザンクト・ガレン州とオーストリアのフォアアールベルク州との国境であるライン川の渓谷の下流、同川の東岸に位置する。海抜は404mで、市内に丘や山はない。西はライン川、東はドルンビルンと接し、ライン川の対岸にはスイスの都市ヴィナウが、8kmほど北にはボーデン湖がある。市域は南北約8.5km、東西約4kmにわたって広がる。
ルステナウとスイスとの間には4つの橋がかかっている。
ルステナウの教会広場は青く塗られているため、村の中心部は青い場所（独: Blauer Platz、ブラウアープラッツ）と呼ばれている。
サッカーの人気が高いフォアアールベルク州の中でも、特にルステナウは盛んであり、小さな町でありながらもエアステリーガ（オーストリア2部）にFCルステナウ07(FC Lustenau 07)とSCアウストリア・ルステナウ(SC Austria Lustenau)の2チームが所属している。本拠地としてライヒスホーフシュターディオン（Reichshofstadion）が利用されている。

## 定期的なイベント
毎年夏、30年以上にわたり、文化青年協会「Szene Lustenau」は、西オーストリア最大のフェスティバルであるSzeneOpenairと呼ばれるライン川岸での野外フェスティバルを開催している。このイベントには、地元のバンドから世界的なアーティストまでが出演し、オーストリア、ドイツ、スイス、リヒテンシュタイン各地から10,000人以上の訪問者が訪れる。また、450人以上のボランティアがフェスティバルを支えている。
聖ペテロとパウロの教区の教区見本市であるキルビ(独: Kilbi)は、フォアアールベルクで最大の見本市である。毎年10月の第2日曜日には、約160の露店が教会の広場で商品を販売している。また、ジェットコースター、カルーセル、射撃場などを備えた一時的な遊園地が村の広場に設置される。キルビの前の土曜日には、「キルビフェスト」(独: Kilbifest) と呼ばれるパーティーが開催される。

## 有名な出身者
- マーク・ジラルデリ - スキー選手